# Ngwempisi
Ngwempisi – inkhundla w dystrykcie Manzini w Królestwie Eswatini.
Według spisu powszechnego ludności z 2007 roku, Ngwempisi miało powierzchnię 590 km² i zamieszkiwało je 27 232 mieszkańców. Dzieci i młodzież w wieku do 14 lat stanowiły ponad połowę populacji (14 433 osoby). W całym inkhundla znajdowało się wówczas 27 szkół podstawowych i pięć placówek medycznych.
W 2007 roku Ngwempisi dzieliło się na jedenaście imiphakatsi: Bhadzeni I, Bhadzeni II, Elushikishini, Emahhashini, Emaqudwulwini, Engcoseni, Enhlulweni, Etshebovu, Khabonina, Mgazini i Velezizweni. W 2020 roku Ngwempisi składało się z pięciu imiphakatsi: Bhadzeni 1, Dladleni, Macudvulwini, Ngcoseni i Velezizweni. Przedstawicielem inkhundla w Izbie Zgromadzeń Eswatini był wówczas Mthandeni Dube.